# Liste der Monuments historiques in Mandelieu-la-Napoule
Die Liste der Monuments historiques in Mandelieu-la-Napoule führt die Monuments historiques in der französischen Gemeinde Mandelieu-la-Napoule auf.

## Liste der Bauwerke
| Bezeichnung        | Beschreibung | Standort | Kennzeichnung | Schutzstatus | Datum | Bild           |
| ------------------ | --- | -------- | ------------- | ------------ | ----- | -------------- |
| Schloss La Napoule | Burganlage, 12. Jahrhundert, im 18. und 19. Jahrhundert zum Schloss umgebaut, in der ersten Hälfte des 20. Jahrhunderts restauriert; mit Gartenanlage von 1919 | (Lage)   | PA00080773    | Inscrit      | 1947  | weitere Bilder |